# Parlamentswahl in Kasachstan 2007
Die Parlamentswahl in Kasachstan 2007 fand am 18. August 2007 statt. Gewählt wurden 98 Mitglieder der Mäschilis, dem Unterhaus des kasachischen Parlaments. Die OSZE stellte fest, dass die Wahl demokratische Standards nicht erfüllte.

## Hintergrund
Im Mai 2007 verabschiedete das kasachische Parlament weitreichende Verfassungsänderungen, die auch Einfluss auf die Parlamentswahl im August des Jahres hatten. So wurde die Anzahl der Abgeordneten von 77 auf 107 erhöht, von denen 98 durch Direktwahl bestimmt werden und neun Abgeordnete durch die Versammlung der Menschen Kasachstans gewählt werden. Die Wahl der 98 Abgeordneten findet durch eine Verhältniswahl statt, bei der das Land einen einzigen Wahlkreis darstellt und die Parteien Mandate entsprechend ihrem Stimmenanteil erhalten. Damit eine Partei Mandate erhält, muss sie die Sieben-Prozent-Hürde überwinden. Im Gegensatz zu vielen europäischen Staaten, in denen die Mandate an die Kandidaten vom Anfang der Liste vergeben werden, waren in Kasachstan die Kandidaten in alphabetischer Reihenfolge gelistet und somit nicht absehbar, welcher der Kandidaten das Mandat erhalten könnte. Zudem wird durch die Änderungen am Wahlgesetz eine Kandidatur von parteiunabhängigen Bewerbern untersagt.
Am 20. Juni 2007 löste Präsident Nursultan Nasarbajew die Mäschilis auf und kündigte Neuwahlen für den 18. August an. Für einige Parteien kam diese Ankündigung überraschend und ließ ihnen nur wenig Zeit für eine Vorbereitung. So blieb den Parteien zur Einreichung von Kandidatenlisten und zur Ausarbeitung einer Wahlkampfstrategie weniger als ein Monat Zeit und auch die Einrichtung von Parteistrukturen unter dem neuen Wahlgesetz stellte eine Schwierigkeit dar, zumal die Vereinigung mehrerer Parteien zu einem Bündnis nun nicht mehr möglich ist.
Ende 2006 schlossen sich die Agrarpartei, die Bürgerpartei und Asar, die von Dariga Nasarbajewa geführt wurde, mit Otan zusammen und treten seitdem als Nur Otan („Strahlendes Vaterland“) auf. Am 4. Juli 2007 wurde Nursultan Nasarbajew zu deren Vorsitzenden gewählt. Die Kommunistische Partei Kasachstans boykottierte die Wahl und protestierte auf diese Weise gegen die Änderungen des Wahlgesetzes.

## Parteien
Zur Wahl traten sieben Parteien an. Die Präsidentenpartei Nur Otan, die Demokratische Partei Ak Schol, die Kommunistische Volkspartei Kasachstans, die Sozialdemokratische Partei Auyl, die Nationale Sozialdemokratische Partei, die Partei der Patrioten Kasachstans und die grüne Partei Ruchanijat.

## Ergebnis
Ergebnis:
| Partei                          | Partei                                                           | Stimmen   | Anteil   | Sitze | Insgesamt 98 Sitze - Nur Otan: 98 |
|                                 | Nationaldemokratische Partei „Nur Otan“ („Licht des Vaterlands“) | 5.247.720 | 88,41 %  | 98    | Insgesamt 98 Sitze - Nur Otan: 98 |
|                                 | Nationale Sozialdemokratische Partei (Asat)                      | 269.310   | 4,54 %   | 0     | Insgesamt 98 Sitze - Nur Otan: 98 |
|                                 | Demokratische Partei Ak Schol („Erleuchteter Pfad“)              | 183.346   | 3,09 %   | 0     | Insgesamt 98 Sitze - Nur Otan: 98 |
|                                 | Sozialdemokratische Partei Auyl („Dorf“)                         | 89.855    | 1,51 %   | 0     | Insgesamt 98 Sitze - Nur Otan: 98 |
|                                 | Kommunistische Volkspartei Kasachstans (KVK)                     | 76.799    | 1,29 %   | 0     | Insgesamt 98 Sitze - Nur Otan: 98 |
|                                 | Partei der Patrioten Kasachstans (PP)                            | 46.436    | 0,78 %   | 0     | Insgesamt 98 Sitze - Nur Otan: 98 |
|                                 | Ruchanijat                                                       | 22.159    | 0,37 %   | 0     | Insgesamt 98 Sitze - Nur Otan: 98 |
| ungültige Stimmen               | ungültige Stimmen                                                | 146.805   |          |       | Insgesamt 98 Sitze - Nur Otan: 98 |
| Gesamt (Wahlbeteiligung 64,6 %) | Gesamt (Wahlbeteiligung 64,6 %)                                  | 6.082.430 | 100,00 % | 98    | Insgesamt 98 Sitze - Nur Otan: 98 |